# Hémevez
Hémevez är en kommun i departementet Manche i regionen Normandie i norra Frankrike. Kommunen ligger i kantonen Montebourg som tillhör arrondissementet Cherbourg. År 2022 hade Hémevez 186 invånare.

## Befolkningsutveckling
Antalet invånare i kommunen Hémevez
| Referens: INSEE |